# Apollo 10
Vous lisez un « bon article » labellisé en 2020.
Apollo 10 est un vol spatial habité qui a eu lieu en mai 1969, la quatrième mission avec équipage du programme américain Apollo, et la deuxième, après Apollo 8, à orbiter autour de la Lune. Il s'agit de la mission F, une répétition générale pour le premier atterrissage lunaire, testant tous les composants et les procédures juste avant l'atterrissage réel. Les astronautes Thomas Stafford et Gene Cernan font voler le module lunaire Apollo (LM), son deuxième essai dans l'espace après celui d'Apollo 9 en orbite terrestre, sur une orbite de descente à 15,6 kilomètres de la surface lunaire, le point où commencerait la descente motorisée.
Apollo 10 est lancé le 18 mai 1969, par une fusée Saturn V (SA-505), depuis le Centre spatial Kennedy, en Floride. Après 31 orbites autour de la Lune, au cours desquelles plusieurs tests cruciaux sont effectués, la mission s'achève quand la capsule amerrit dans l'océan Pacifique, le 26 mai 1969. Son succès a préparé la réussite d'Apollo 11 deux mois plus tard.

## Contexte

### Mission F
Le 27 janvier 1967, l'équipage de Grissom effectue un test de lancement pour sa mission prévue le 21 février, baptisée Apollo 1, lorsqu'un incendie se déclare dans la cabine, tuant les trois hommes. Un examen complet de la sécurité du programme Apollo s'ensuit. Pendant ce temps, le lancement d'Apollo 5 a lieu, sans équipage pour tester le premier module lunaire (LM-1).
Selon le nouveau calendrier, la première mission d'Apollo avec équipage à aller dans l'espace serait Apollo 7, prévue pour octobre 1968. Cette mission, qui doit tester le module de commande Block II, ne comprend pas de module lunaire. En 1967, la NASA définit par écrit une série de missions successives — l'accomplissement de l'une étant une condition préalable à la suivante — menant à l'atterrissage avec équipage, la « mission G ». Apollo 7 serait la « mission C », mais la « mission D », qui exige de tester le module lunaire avec équipage, a pris beaucoup de retard et met en danger l'objectif fixé par John F. Kennedy : que les Américains marchent sur la Lune et reviennent sur Terre en toute sécurité à la fin des années 1960,. La « mission D » est annoncée par la NASA en novembre 1967, un long test des modules de commande et lunaire en orbite terrestre.
Cherchant à respecter le calendrier fixé par Kennedy, en août 1968, le directeur du programme Apollo, George M. Low, propose que, si Apollo 7 en octobre se passe bien, Apollo 8 aille en orbite lunaire sans LM,. Jusqu'alors, Apollo 8 est la mission D et Apollo 9 la mission E, c'est-à-dire les essais en orbite terrestre moyenne,,. La NASA approuve l'envoi d'Apollo 8 vers la Lune, tout en faisant d'Apollo 9 la mission D et d'Apollo 10 la mission F,.

### Objectifs
Cette répétition générale d'un atterrissage lunaire permettrait au module lunaire Apollo de se retrouver à 15,6 kilomètres de la surface lunaire, au point où la descente motorisée commencerait lors de l'atterrissage proprement dit. La pratique de cette orbite d'approche permettrait d'affiner la connaissance du champ gravitationnel lunaire, nécessaire pour calibrer le système de guidage de descente motorisée à 1,9 kilomètre près, primordial pour un atterrissage. Les observations terrestres, les engins spatiaux non habités et Apollo 8 avaient respectivement permis de le calibrer à 370 kilomètres, 37 kilomètres et 9,3 kilomètres près. À l'exception de la dernière étape, la mission est conçue pour reproduire le déroulement d'un atterrissage, tant dans l'espace que pour le contrôle au sol, en faisant répéter les contrôleurs de vol de la NASA et le vaste réseau de suivi et de contrôle.
Afin d'avoir les conditions de rendez-vous les plus réalistes, l'étage ascensionnel du LM est chargé avec la quantité de carburant et d'oxydant qu'il lui serait resté s'il avait décollé de la surface lunaire et atteint l'altitude à laquelle il a quitté Apollo 10 ; cela ne représente qu'environ la moitié de la quantité totale nécessaire pour le décollage et le rendez-vous avec le CSM. Le LM chargé de la mission pèse 13 941 kilos, contre 15 095 kilos pour celui d'Apollo 11 qui effectue le premier atterrissage.
Eugene Cernan a déclaré ultérieurement avec humour que la NASA avait pris des précautions particulières pour s'assurer qu'ils ne tenteraient pas de faire le premier atterrissage lunaire : « Beaucoup de gens ont pensé au genre de personnes que nous étions : ne leur donnez pas l'occasion d'atterrir, parce qu'ils pourraient le faire ! Le module d'ascension, la partie avec laquelle nous aurions décollé de la surface lunaire, était donc à court de carburant. Les réservoirs de carburant n'étaient pas pleins. Donc si nous avions réellement essayé d'atterrir sur la Lune, nous n'aurions pas pu en revenir. » (Anecdote rapportée par Craig Nelson dans son livre Rocket Men.)

## Personnel

### Équipage principal

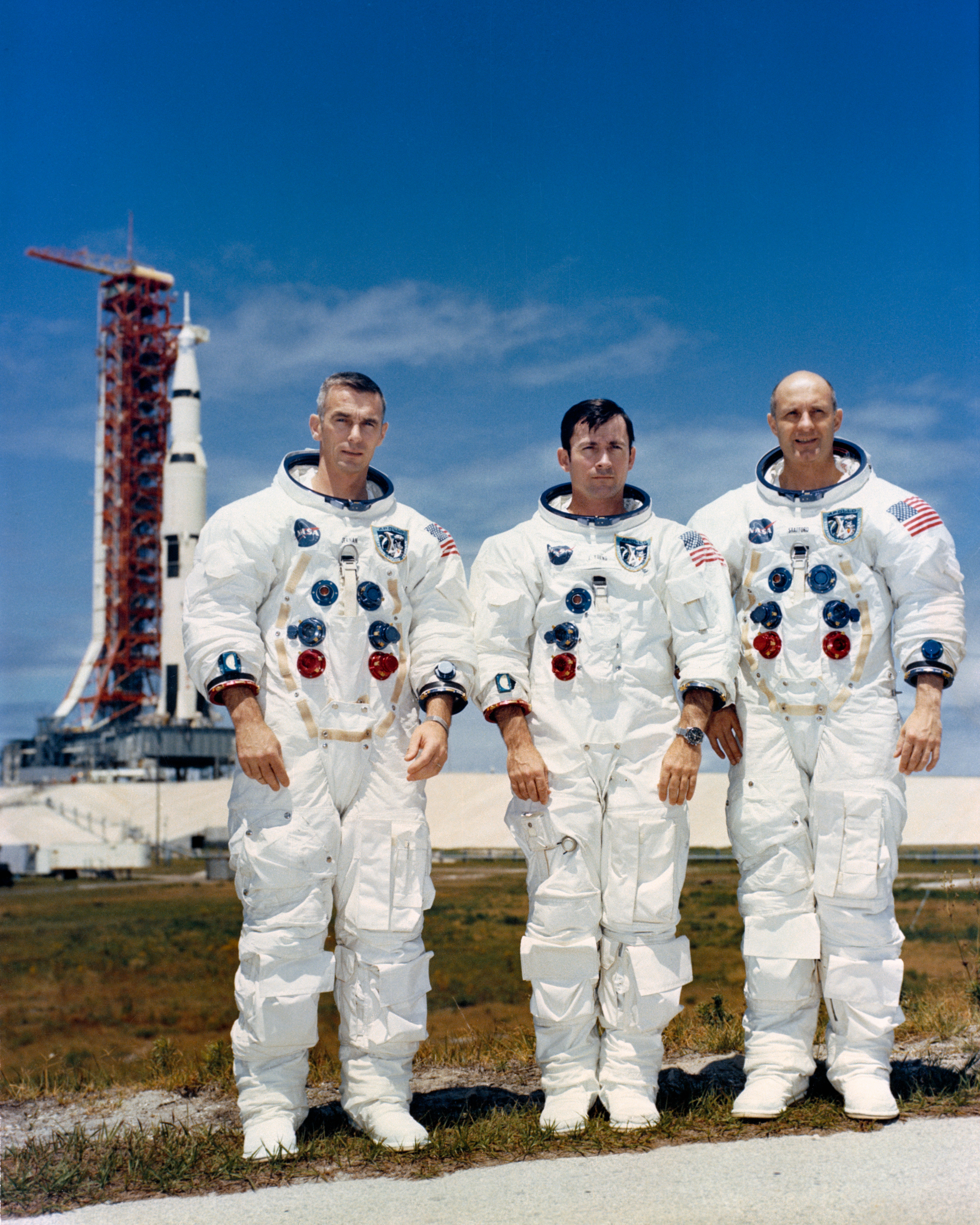
L'équipage principal d'Apollo 10 devant le site de lancement LC-39B. De gauche à droite : Gene Cerman, John Young et Thomas Stafford.

Le 13 novembre 1968, la NASA annonce la composition de l'équipage d'Apollo 10, la mission programmée pour le printemps de 1969. Apollo 10 est prévu comme la quatrième mission Apollo avec équipage, la troisième à utiliser la fusée lunaire Saturn V pour lancer des astronautes, et le deuxième vol avec équipage du module lunaire (LM). Les scénarios possibles pour Apollo 10 vont d'un vol orbital terrestre à une mission en orbite lunaire, en fonction du succès des deux missions précédentes.
L'équipage principal est composé du commandant, Thomas P. Stafford, du pilote du module de commande, (CSM) John W. Young et du pilote du module lunaire (LM) Eugene A. Cernan. Tous trois sont des astronautes expérimentés, ayant chacun effectué au moins une mission Gemini, et ont servi comme équipage de réserve pour Apollo 7.
Apollo 10 et Apollo 11 sont les seules missions Apollo dont les équipages sont tous des vétérans du vol spatial. Thomas P. Stafford a volé sur Gemini 6 et Gemini 9 ; John W. Young sur Gemini 3 et Gemini 10, et Eugene A. Cernan a volé avec Stafford sur Gemini 9.
En outre, Apollo 10 est le seul vol de Saturn V depuis le complexe de lancement LC-39B, car les préparatifs d'Apollo 11 au LC-39A ont commencé en mars presque immédiatement après le lancement d'Apollo 9.
Il s'agit également du seul équipage d'Apollo dont tous les membres effectuent ensuite des missions à bord d'autres vaisseaux spatiaux Apollo : Young commande ensuite Apollo 16, Cernan Apollo 17 et Stafford le véhicule américain sur le projet de test Apollo-Soyouz. C'est sur Apollo 10 que John Young devient le premier humain à voler en solo autour de la Lune, tandis que Stafford et Cernan font voler le LM en orbite lunaire dans le cadre des préparatifs d'Apollo 11. Young est également le commandant de réserve d'Apollo 13 et d'Apollo 17 et Cernan celui d'Apollo 14.
Les membres de l'équipage d'Apollo 10 sont aussi les humains qui ont voyagé le plus loin de chez eux, à quelque 408 950 kilomètres de leurs foyers et de leurs familles à Houston. La plupart des missions Apollo tournent autour de la Lune à la même distance de 111 kilomètres de la surface lunaire, et la distance entre la Terre et la Lune varie d'environ 43 000 kilomètres entre le périgée et l'apogée au cours de chaque mois lunaire, et la rotation de la Terre fait varier la distance de 12 000 kilomètres supplémentaires chaque jour. L'équipage d'Apollo 10 atteint le point le plus éloigné de son orbite autour de la face cachée de la Lune à peu près au moment où la rotation de la Terre éloigne Houston de presque un diamètre terrestre complet.
| Position                                | Astronaute         | Missions précédentes | Réf    |
| --------------------------------------- | ------------------ | -------------------- | ------ |
| Commandant de la mission                | Thomas P. Stafford | Gemini 6, Gemini 9   | [ 12 ] |
| Pilote du module de commande et service | John W. Young      | Gemini 3, Gemini 10  | [ 13 ] |
| Pilote du module lunaire                | Eugene A. Cernan   | Gemini 9             | [ 14 ] |

### Équipage de réserve

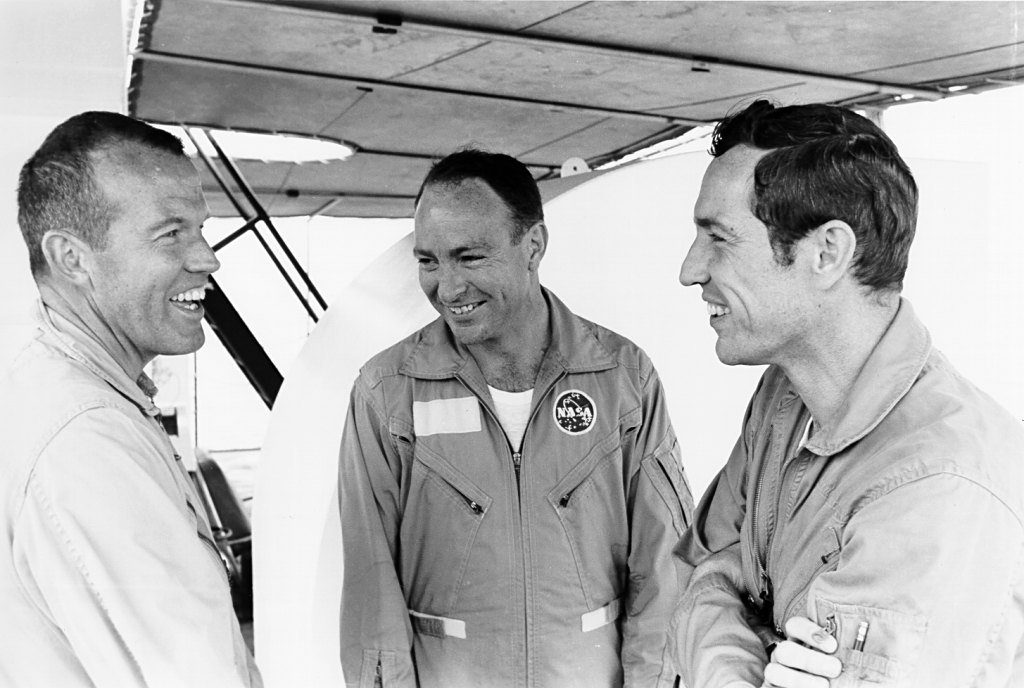
L'équipage de réserve d'Apollo 10, de gauche à droite : Gordon Cooper, Edgar Mitchell et Donn Eisele lors d'un entraînement à la sortie de l'eau en 04 1969.

L'équipage de réserve, composé du commandant, L. Gordon Cooper, des pilotes du CSM, Donn F. Eisele et du LM, Edgar D. Mitchell, serait prêt à effectuer la mission au cas où quelque chose arriverait à l'équipage principal. Le rôle de l'équipe de réserve est de s'entraîner et d'être prêt à voler en cas de problèmes pour la première escouade. Les équipes de réserve, selon la rotation, sont assignées comme équipe principale trois missions après leur affectation de réserve.
Cooper a déjà piloté une mission Mercury et une mission Gemini, Eisele était le pilote du CSM d'Apollo 7, et Mitchell est le seul novice de l'équipage.
Selon la rotation normale en place pendant Apollo, l'équipage de réserve aurait été programmé pour voler sur Apollo 13. Cependant, Alan Shepard, alors numéro deux au Bureau des astronautes, se donne le commandement d'Apollo 13 à la place. L. Gordon Cooper Jr, commandant de l'équipage de réserve d'Apollo 10, est furieux et démissionne de la NASA. Deke Slayton, le directeur des opérations de l'équipage, retire également Donn F. Eisele de l'équipage en raison de sa mauvaise conduite personnelle et d'une faute professionnelle dans la mission Apollo 7 et le remplace par Stuart Roosa. Plus tard, l'équipage de Shepard est forcé d'échanger sa place avec l'équipage provisoire d'Apollo 14 de Jim Lovell.
Slayton écrit dans ses mémoires que Cooper et Eisele n'ont jamais été prévus pour une autre mission, car aucun des deux n'est dans les faveurs de la direction de la NASA pour diverses raisons, Cooper pour son attitude laxiste en matière d'entraînement, et Eisele pour des incidents à bord d'Apollo 7, en plus d'une liaison extraconjugale. Ils sont désignés pour l'équipage de réserve simplement en raison d'un manque de personnel qualifié au Bureau des astronautes au moment où l'affectation doit être faite. Cooper, note Slayton, a une très faible chance de recevoir le commandement d'Apollo 13 s'il effectue un travail remarquable dans le cadre de cette mission, ce qu'il ne fait pas. Eisele, malgré ses problèmes avec la direction, est toujours destiné à une future affectation au programme d'applications Apollo, qui est finalement réduite à la seule composante Skylab, et non à une mission lunaire.
| Position                                | Astronaute         | Missions précédentes      | Réf      |
| --------------------------------------- | ------------------ | ------------------------- | -------- |
| Commandant de la mission                | L. Gordon Cooper   | Mercury-Atlas 9, Gemini 5 | [ o 23 ] |
| Pilote du module de commande et service | Donn F. Eisele     | Apollo 7                  | [ o 24 ] |
| Pilote du module lunaire                | Edgar D. Mitchell, | première mission          | [ o 25 ] |

### Équipage de soutien
Pendant les projets Mercury et Gemini, chaque mission a une équipe principale et une équipe de réserve. Pour Apollo, un troisième équipage d'astronautes est ajouté, connu sous le nom d'équipage de soutien. Il s'occupe du plan de vol, des listes de contrôle et des règles de base de la mission, et veille à ce que les équipages, principal et de réserve, soient informés de tout changement. L'escouade de soutien élabore des procédures dans les simulateurs, en particulier pour les situations d'urgence, afin que les formations principales et de réserve puissent s'entraîner et les maîtriser lors de leur apprentissage. Pour Apollo 10 l'équipe de soutien est composée de Joe Henry Engle, James Benson Irwin et de Charles Moss Duke.
Le Capsule Communicator (CAPCOM) est un astronaute du centre de contrôle de la mission à Houston, au Texas, qui est la seule personne à communiquer directement avec l'équipage. Les CAPCOM de la mission sont Charles Duke, Joe Engle, Jack Robert Lousma et Bruce McCandless II.
Trois équipes sont chargées du contrôle de mission, chacune dirigée par un directeur de vol. Ceux d'Apollo 10 sont Glynn S. Lunney (première équipe), Gerald D. Griffin (deuxième équipe) et Milton L. Windler et Pete Frank (troisième équipe).

## Vaisseau spatial

### Module de commande

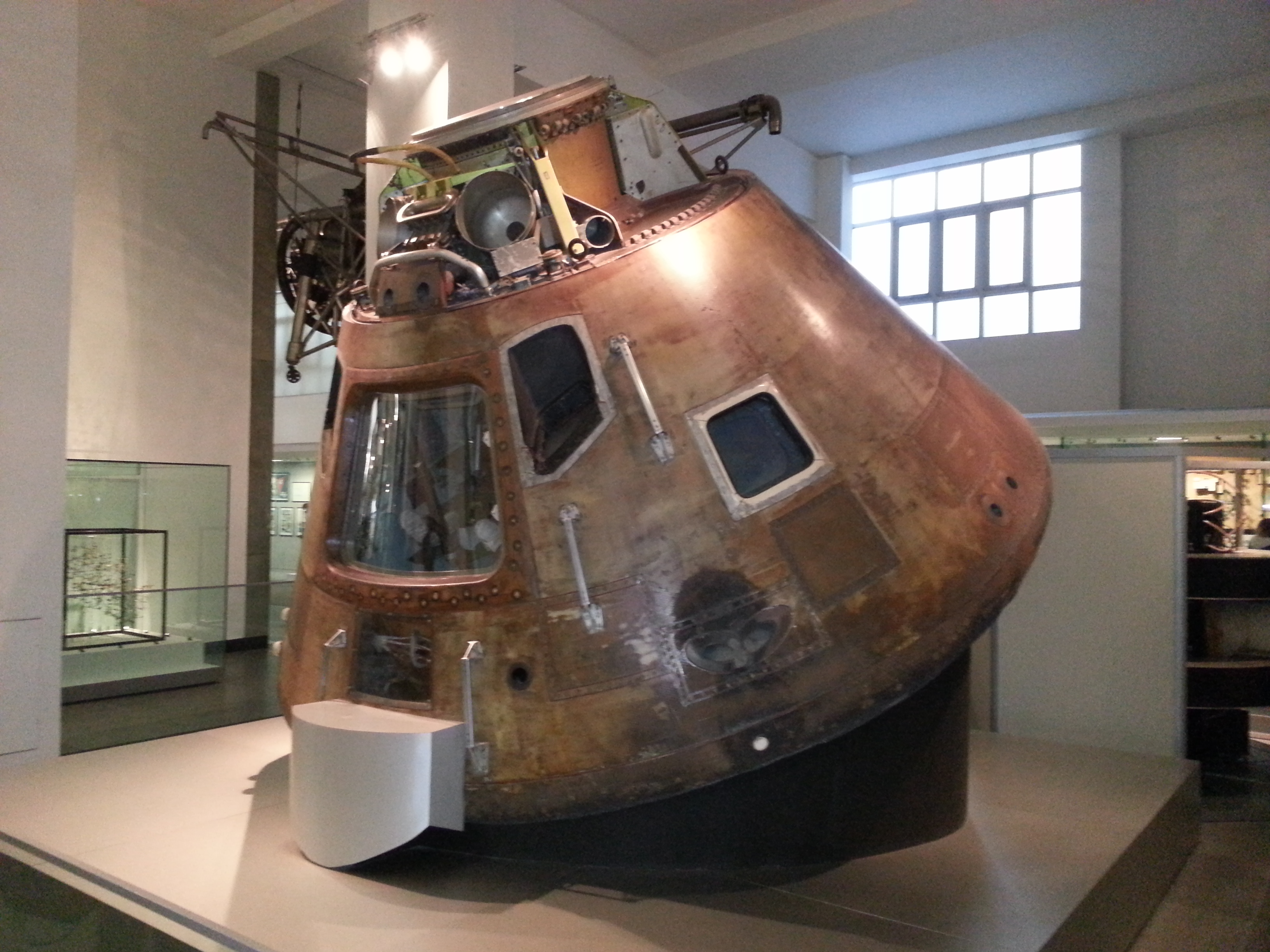
Module de commande de la mission Apollo 10, exposé au Science Museum de Londres.

Le module de commande (CM) est un vaisseau conique pressurisé d'un diamètre de 3,9 m à sa base et d'une hauteur de 3,65 m. Sa base est constituée d'un bouclier thermique, en forme de nid d'abeille, en acier inoxydable, rempli de résine époxy comme matériau ablatif et dont l'épaisseur varie de 1,8 à 6,9 cm. À l'extrémité du cône se trouve un ensemble de trappe et d'amarrage conçu pour s'amarrer avec le module lunaire. Il est divisé en trois compartiments. Le compartiment avant, dans le nez du cône, contient les trois parachutes principaux de 25,4 m de diamètre, deux parachutes d'ancrage de 5 m et des parachutes de freinage pour l'amerrissage. Le compartiment arrière est situé autour de la base et contient les réservoirs de propergol, les moteurs de contrôle de réaction, le câblage et la plomberie. Le compartiment de l'équipage comprend la majeure partie du volume du CM, soit environ 6,17 m3 d'espace. Trois sièges d'astronautes sont alignés face à l'avant au centre du compartiment. Une grande trappe d'accès est située au-dessus du siège central. Un court tunnel d'accès conduit à la trappe d'amarrage dans le nez du CM. Le compartiment de l'équipage contient les commandes, le tableau de bord, l'équipement de navigation et les autres systèmes utilisés par les astronautes. Il y a cinq hublots : un dans la trappe d'accès, un de chaque côté des sièges latéraux des astronautes, et deux hublots de rendez-vous, orientés vers l'avant. Cinq batteries fournissent l'énergie après le désamarrage des modules de commande et de service, trois pour la rentrée dans l'atmosphère et après l'amerrissage et deux pour la séparation des véhicules et le déploiement des parachutes. Le CM dispose de douze propulseurs de contrôle au tétroxyde d'azote/hydrazine 420 N. Il fournit la capacité de rentrée à la fin de la mission après la séparation du module de service.

### Module de service
Le module de service (SM) est un cylindre de 3,9 m de diamètre et de 7,6 m de long, fixé à l'arrière du CM. L'extérieur est formé de panneaux en nid d'abeille en aluminium de 2,5 cm d'épaisseur. L'intérieur est divisé par des poutres radiales en aluminium, en six sections autour d'un cylindre central. À l'arrière, monté dans le cylindre central, se trouve un moteur redémarrable à propergol liquide hypergolique. Le contrôle d'attitude est assuré par quatre rangées identiques de quatre propulseurs de contrôle de réaction, formant un angle de 90 degrés entre elles, autour de la partie avant. Les six sections contiennent trois piles à combustible hydrogène-oxygène de 31 cellules qui fournissent 28 volts, deux réservoirs d'oxygène et deux d'hydrogène cryogéniques, quatre réservoirs pour le moteur de propulsion principal, deux pour le carburant et deux pour l'oxydant, et les sous-systèmes de l'unité de propulsion principale. Deux réservoirs d'hélium sont montés dans le cylindre central. Les radiateurs du système d'alimentation électrique se trouvent en haut du cylindre et les panneaux de radiateurs de contrôle de l'environnement sont dans le bas,.

### Module lunaire

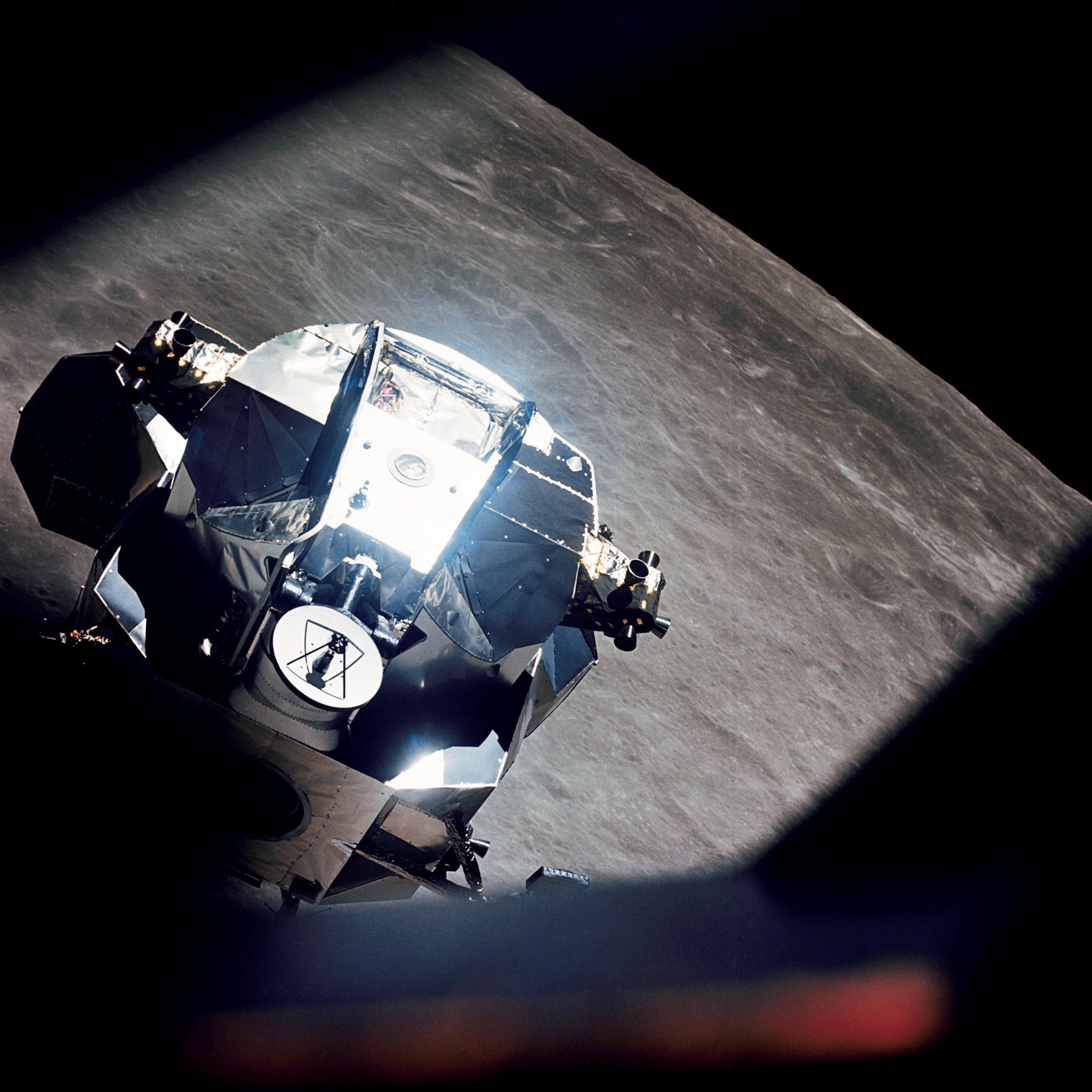
Le module lunaire « Snoopy » d'Apollo 10 a rendez-vous avec le module de commande « Charlie Brown » après être arrivé à moins de 16 km de la surface de la Lune.

Le module lunaire (LM) est un véhicule à deux étages conçu pour les opérations spatiales à proximité et sur la Lune. Sa masse est de 15 065 kg. Les étages de montée et de descente du LM constituent une seule unité jusqu'au moment du rendez-vous spatial avec le module de commande et de service (CSM), lorsque l'étage de montée fonctionne seul. L'étage de descente comprend la partie inférieure du vaisseau spatial et est un prisme octogonal de 4,2 mètres de diamètre et de 1,7 mètre d'épaisseur. Quatre pieds d'atterrissage avec des repose-pieds ronds sont montées sur les côtés de l'étage de descente et maintiennent la partie inférieure de l'étage à 1,5 mètre au-dessus de la surface. L'un des pieds est équipé d'une petite plate-forme d'évacuation et d'une échelle. L'étage de descente sert de plate-forme pour le lancement de l'étage de montée et est laissé sur la Lune,.
L'étage de montée est une unité de forme irrégulière d'environ 2,8 mètres de haut et 4 à 4,3 mètres de large, montée au sommet de l'étage de descente. Il abrite les astronautes dans un compartiment pressurisé qui sert de base pour les opérations lunaires. Il y a une trappe d'entrée sur un côté et une trappe d'amarrage pour la connexion au CSM sur le dessus. Deux fenêtres triangulaires se trouvent au-dessus et de chaque côté de l'écoutille de sortie et quatre ensembles de chambre de poussée sont montés sur les côtés. À la base de l'ensemble se trouve le moteur de montée. Un pupitre de commande est monté à l'avant du compartiment de l'équipage, au-dessus de la trappe d'entrée et entre les fenêtres, et deux autres panneaux de commande se trouvent sur les parois latérales. L'étage de montée est lancé depuis la Lune à la fin des opérations de la surface lunaire et ramène les astronautes au CSM,.

### Saturn V
Le lanceur Saturn V est utilisé dans le programme Apollo dans les années 1960 et 1970. La fusée mesure 111 mètres de haut et, pleinement ravitaillée en carburant pour le décollage, elle pèse 2 800 tonnes. Elle génère 34,5 millions de newtons de poussée au lancement. Elle peut lancer environ 118 tonnes en orbite terrestre et environ 43,5 tonnes vers la Lune. Saturn V est développée au centre de vol spatial Marshall de la NASA à Huntsville, en Alabama. La première Saturn V est lancée en 1967, la première avec un équipage est Apollo 8.

## Préparation

### Insigne de mission

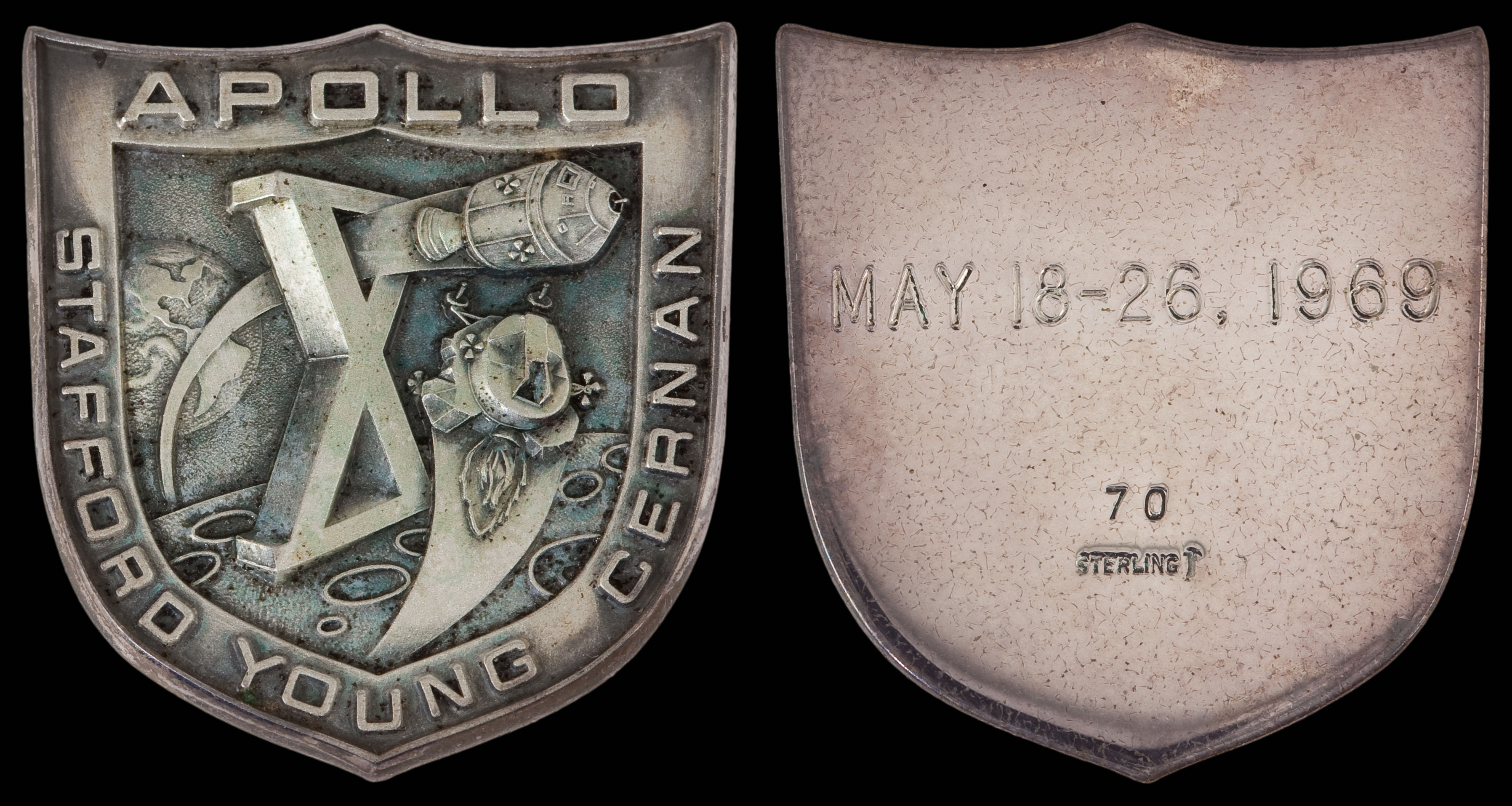
Médaillon Robbins en argent d'Apollo 10.

L'insigne de mission en forme de bouclier du vol montre un grand chiffre romain « X » tridimensionnel sur la surface de la Lune « pour montrer », selon les mots de Stafford, « que nous avions laissé notre marque ». Bien que le vol ne se soit pas posé sur la Lune, la proéminence du chiffre représente les contributions importantes de la mission au programme Apollo. Un CSM fait le tour de la Lune alors qu'un étage d'ascension LM s'élève de son passage à basse altitude au-dessus de la surface lunaire avec son moteur en marche. La Terre est visible à l'arrière-plan. Sur l'écusson de la mission, une large bordure bleu clair porte le mot « APOLLO » en haut et les noms de l'équipage en bas. L'écusson est bordé d'or. L'insigne est conçu par Allen Stevens de Rockwell International.

### Indicatifs

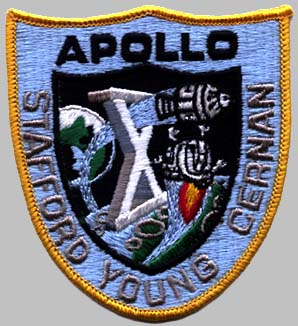
L'insigne de mission tel qu'il se trouve sur les uniformes des astronautes.

Une leçon tirée du vol d'Apollo 9 est le désir — un besoin, en fait — d'un indicatif d'appel différent pour le module de commande et le module lunaire. James McDivitt, David Scott et Russell Schweickart avaient choisi Gumdrop et Spider, basés sur l'apparence physique des véhicules,, ce qui avait fait froncer les sourcils de responsables de la NASA. Mais ceux-ci s’inclinent devant le choix de Stafford, Young et Cernan : le LM portera le nom de « Snoopy » et le CSM celui de « Charlie Brown », deux personnages du célèbre comic strip Peanuts de Charles M. Schultz. Durant quelques années, sous forme de blague, un badge Snoopy était remis au personnel du projet pour « services exceptionnels ». Stafford déclare que ce choix est fait en reconnaissance des milliers de personnes qui leur ont permis d'en arriver là. Il ajoute : « Une fois que tu as Snoopy, Charlie Brown n'est pas loin », rappelant le fait que, tout comme Snoopy, un astronaute n'est jamais seul, des milliers de personnes ont travaillé pour lui permettre d'accomplir sa mission,.

### Souvenirs

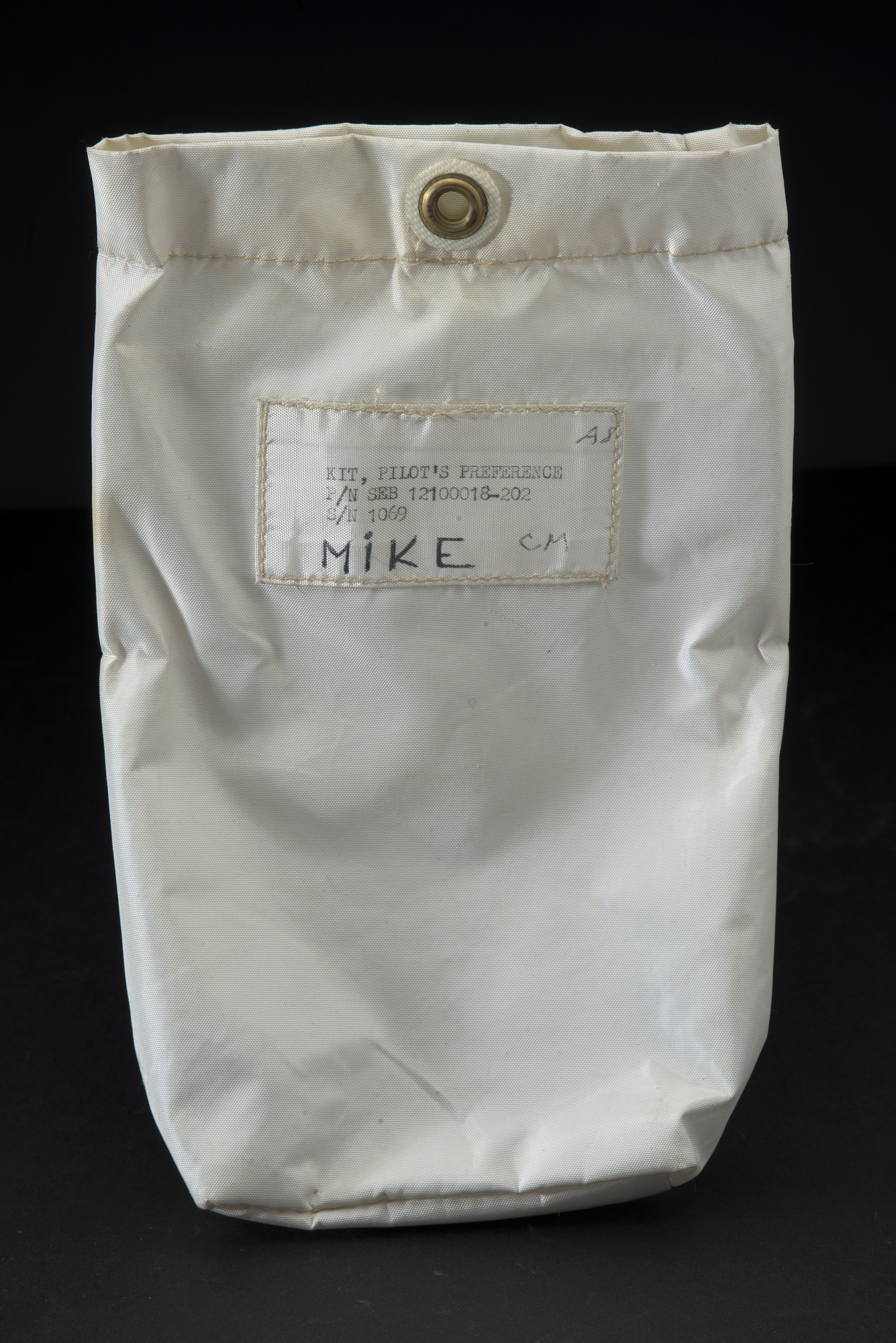
Le kit de préférences personnelles que les astronautes peuvent emporter dans l'espace (ici, celui de Michael Collins).

Les astronautes ont des kits de préférences personnelles (PPK), de petits sacs contenant des objets personnels, importants pour eux, qu'ils veulent emporter avec eux lors de la mission, pour en avoir le souvenir.
Pour Apollo 10, les listes d'arrimage identifient 8 PPK de 227 grammes chacun, rangés dans le module de commande, plus un autre du même poids dans le module lunaire au lancement. Aucune mention n'est faite dans la liste de transfert de CSM à LM, dans la liste de rangement du LM, ou dans celle transfert de LM à CSM du premier ensemble de PPK, de sorte que ceux-ci sont restés en place dans le module de commandement pour la mission.
Le nombre de PPK répertoriés pour Apollo 10 est supérieur à celui de la mission Apollo 11, bien qu'un seul PPK soit transporté sur le module lunaire d'Apollo 10, contre deux sur le LM d' Apollo 11.

### Entraînement
Pendant les neuf semaines entre le retour de l'équipage d'Apollo 9 et le lancement de leur propre mission, Stafford, Young et Cernan ont passé pratiquement tout leur temps dans les différents simulateurs du Centre spatial Kennedy, répétant chaque étape planifiée de leur mission de huit jours. En fait ils se sont entraînés cinq heures pour chacune des 192 heures de vol prévues. Cela inclut des scénarios de simulation de vol à trois voix, entre Stafford et Cernan dans le module lunaire, Young, seul, dans le module de commande et service et les contrôleurs de vol à leurs consoles au centre Kennedy.
L'entraînement est mouvementé et les astronautes ne peuvent se rendre compte de l'ampleur de la mission qui les attend qu'au moment de leur quarantaine, quelques jours avant leur départ. Le soir du 16 mai, l'équipage partage un dîner avec le vice-président Spiro Agnew et James McDonnell, fondateur du géant de l'aéronautique McDonnell Aircraft Corporation, qui a conçu et construit les vaisseaux spatiaux Gemini et Mercury de la NASA.

### Pré-lancement

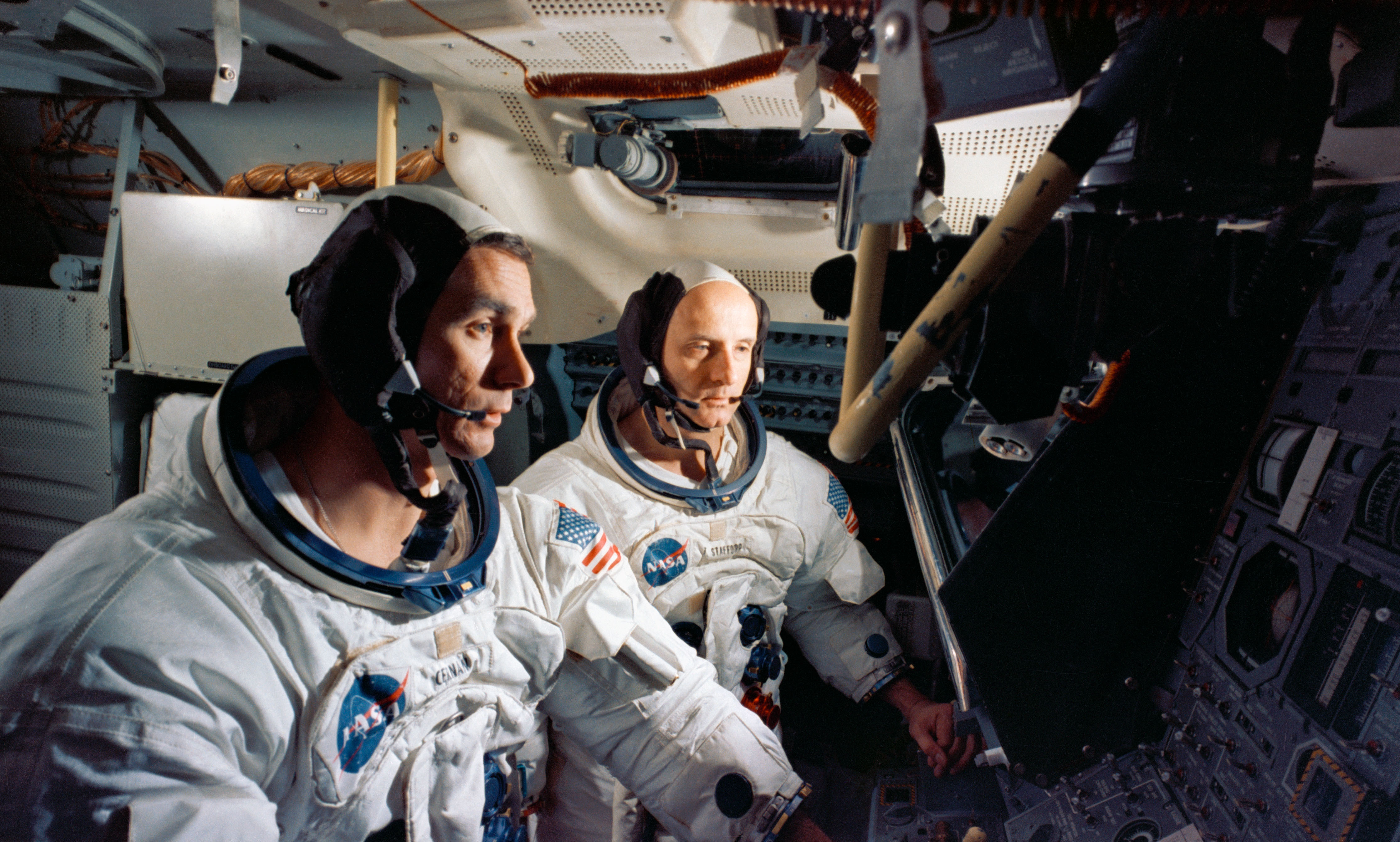
Cernan et Stafford dans un simulateur du module lunaire.

Pendant plus de deux mois, le vaisseau spatial et celui de lancement sont testés sur la plateforme et ses systèmes de mise à feu préparés pour le lancement. Puis, le 2 mai 1969, les énormes réservoirs de propergol du premier étage S-IC sont remplis de RP-1, un carburant à base de kérosène raffiné. Pendant cinq jours, à partir du 5 mai, le personnel du Centre spatial Kennedy effectue le test de démonstration du compte à rebours (Count Down Demonstration Test, CDDT), essentiellement une répétition complète du compte, y compris le remplissage des réservoirs cryogéniques. Cela pour prouver que l'équipement de lancement et tous les systèmes de soutien au sol qui préparent la fusée Saturn V et le vaisseau spatial Apollo au vol sont prêts. Des mesures sont prises pour s'assurer que les mises à feu de sécurité du champ de tir ne puissent pas être déclenchés et que les moteurs du véhicule ne puissent pas être allumés accidentellement. Les équipes de lancement mènent le décompte jusqu'au point où, lors d'un vrai lancement, les moteurs du premier étage sont allumés. Une fois le CDDT terminé, les énormes quantités d'hydrogène liquide (LH2) et d'oxygène liquide (LOX) sont évacuées du véhicule de lancement. La préparation finale pour le lancement commence alors,.
Le compte à rebours final commence à 1 heure GMT exactement, le 17 mai 1969, et se déroule pratiquement sans aucun accroc. Pendant les opérations de réapprovisionnement automatique du propergol RP-1, à environ H - 12 heures, l'indication « ouvert » de la vanne de remplissage rapide disparaît, provoquant l'arrêt du système. Les opérations de réapprovisionnement sont relancées en mode manuel et se déroulent de manière satisfaisante. Le problème est ensuite attribué à un mauvais réglage des interrupteurs de limite de la soupape de remplissage rapide. Bien que les tentatives de réajustement échouent, il n'y a pas d'impact significatif sur les opérations restantes du RP-1. La soupape de remplissage rapide n'est pas utilisée pendant le compte à rebours après le réapprovisionnement. Si un ravitaillement non programmé avait été nécessaire, il aurait pu être effectué, comme auparavant, en mode manuel.

## Mission

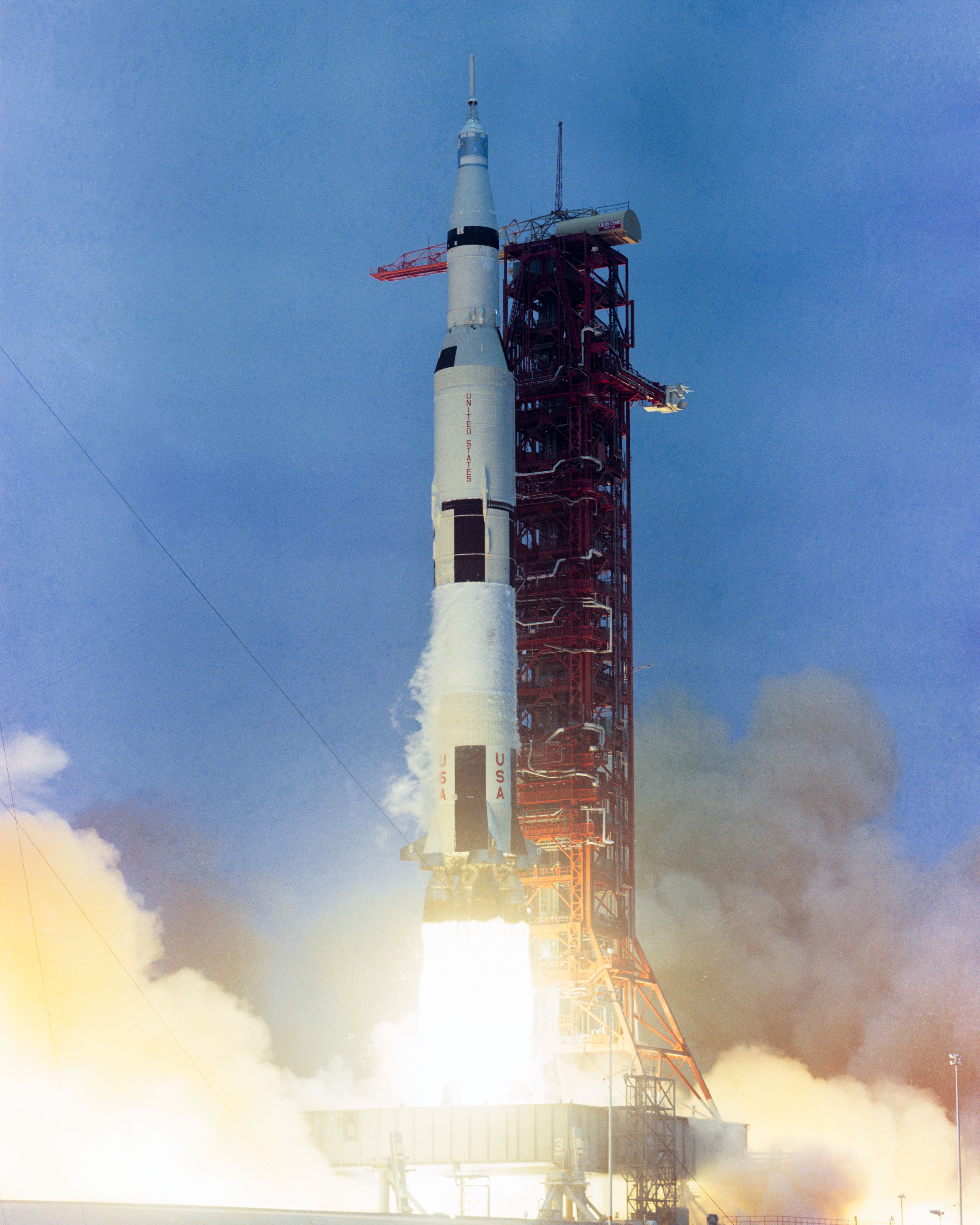
Le véhicule spatial Apollo 10 est lancé depuis la plateforme B du complexe de lancement 39 du Centre spatial Kennedy, en Floride, à GMT, le 18 05 1969.

### Lancement

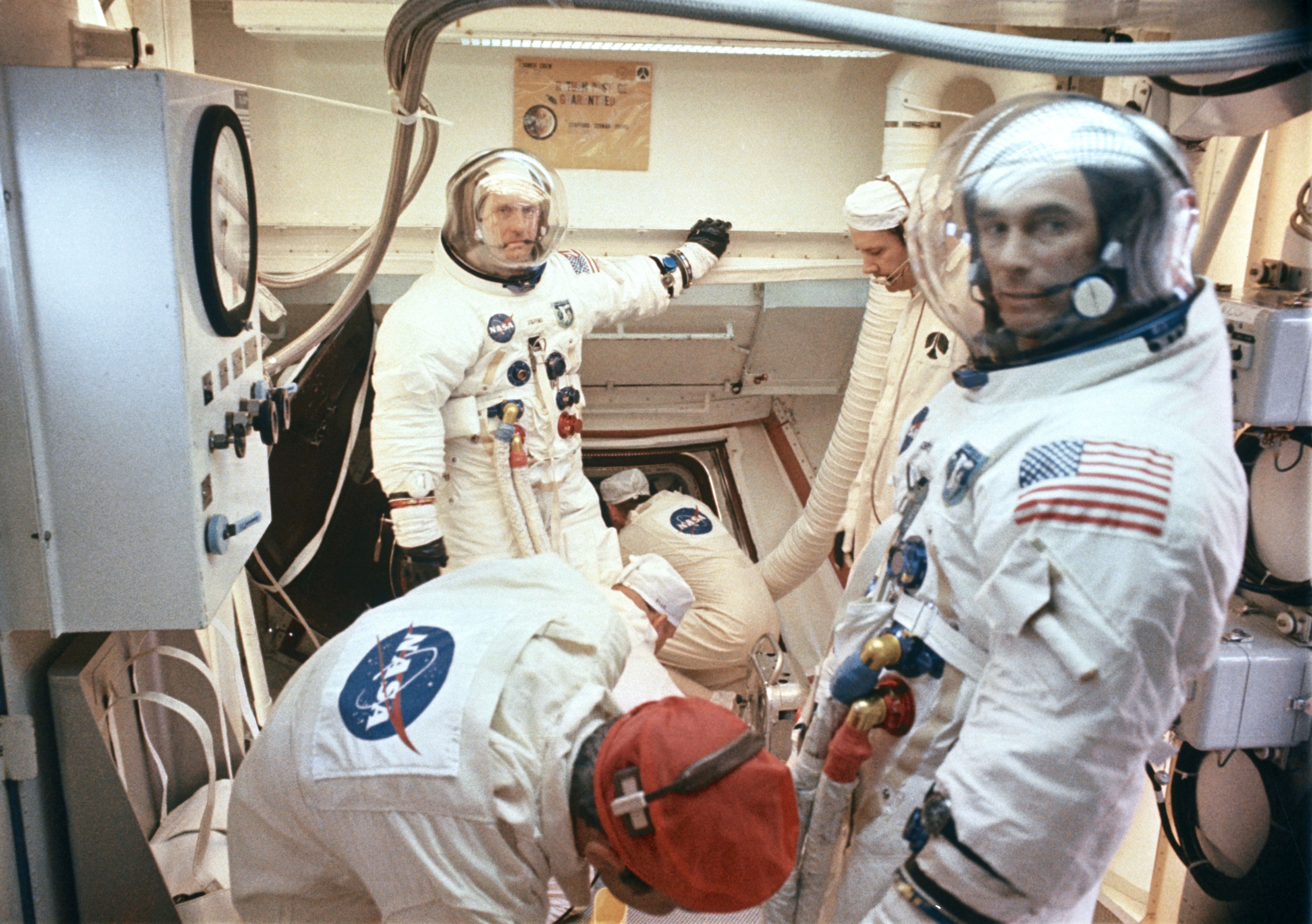
L'embarquement de l'équipage.

La pompe primaire de réapprovisionnement du LOX ne démarre pas à H - 8 heures à cause d'un fusible grillé dans le circuit de démarrage du moteur de la pompe. Le dépannage et le remplacement du fusible retardent de 50 minutes le chargement du LOX, mais il est achevé à H - 4 heures, 22 minutes. Le temps perdu est rattrapé pendant l'arrêt du compte à rebours, prévu d'une heure à H - 3 heures, 30 minutes.
Un anticyclone dans l'océan Atlantique au large de la Nouvelle-Angleterre provoque des vents de sud-est et apporte de l'humidité dans la région du cap Canaveral, ce qui contribue à créer des conditions de ciel couvert. Au moment du lancement, les cumulus couvrent 40 % du ciel, les altocumulus 20 % et les cirrus 100 % ; la température est de 27 °C ; l'humidité relative est de 75 % et la pression barométrique est de 1 018 bars. Les vents, mesurés par l'anémomètre du poteau lumineux situé à 18 mètres au-dessus du sol sur le site de lancement, soufflent à 35 km h à 142° du vrai nord.
Apollo 10 est lancé depuis le complexe de lancement 39 du Centre spatial Kennedy, pad B, à 16 h 49 GMT, le 18 mai 1969, et est le premier lancement piloté depuis cette plateforme. La fenêtre de lancement s'étend jusqu'à 21 h 9 GMT pour profiter d'un angle d'élévation de 11° du soleil sur la surface lunaire. Le vaisseau atteint la vitesse Mach 1 après 1 minute 6 secondes de vol. Le moteur du premier étage S-IC s'arrête après 2 minutes et 41 secondes, suivi de sa séparation du deuxième étage S-II, et l'allumage du moteur de ce dernier. Le moteur du S-II s’éteint après 9 minutes et 12 secondes, puis se sépare du troisième étage S-IVB, dont le moteur s'allume quatre secondes plus tard. La première coupure du moteur S-IVB se produit après 11 minutes et 43 secondes, avec des écarts par rapport à la trajectoire prévue de seulement -0,07 m/s en vitesse et de seulement -0,15 km en altitude,,.
Le S-IC tombe dans l'océan Atlantique neuf minutes après le lancement à 30° 18′ N, 74° 21′ O, à 646 km du site de lancement. L'étage S-II chute également dans l'Atlantique onze minutes plus tard à 31° 52′ N, 34° 51′ O, à 4 425 km du KSC,.

### Injection trans-lunaire

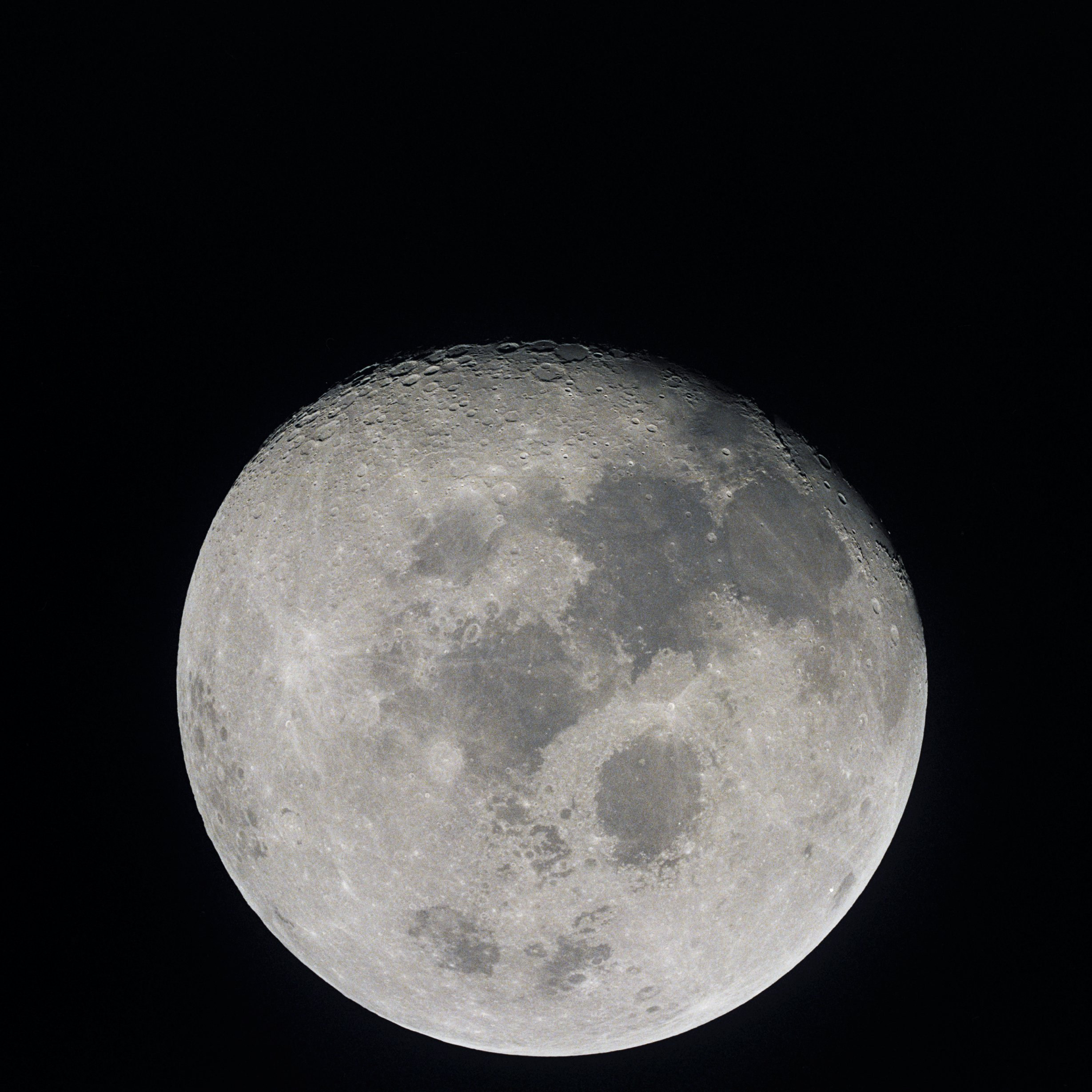
La Lune vue peu après le décollage.

Après les vérifications des systèmes en vol, la manœuvre d'injection trans-lunaire, le deuxième allumage du S-IVB, est effectuée après 2 heures, 33 minutes et 27 secondes de vol. Le moteur s'arrête après 343,08 secondes et l'injection trans-lunaire a lieu dix secondes plus tard, après une orbite terrestre et demie en 2 heures, 27 minutes et 16,82 secondes, à une vitesse de 10 839,30 m/s.
Vingt-cinq minutes plus tard, le CSM se sépare pour la transposition et l'amarrage avec le LM, similaire à la manœuvre effectuée sur Apollo 9. Le véhicule orbital est composé de l'étage S-IVB, et de sa charge utile composée du CSM, du LM et de l'adaptateur du module lunaire du vaisseau spatial. Cette séquence est retransmise par télévision sur Terre, commençant d'abord à 3 heures, 6 minutes de vol, pour une durée de 22 minutes, suivie de 13 minutes et 25 secondes supplémentaires après 3 heures, 56 minutes de vol, quand le CSM et le LM, amarrés sont éjectés du troisième étage S-IVB.
Une commande depuis le sol pour l'évacuation des résidus de propergol permet au S-IVB de passer devant la Lune. Son point le plus proche du satellite de la Terre est de 3 111 km, après presque 79 heures de vol le 21 mai à 23 h 40 GMT. Sa trajectoire après le passage de la sphère d'influence lunaire lui donne une orbite solaire avec un aphélie et un périhélie de 152,16 par 135,81 millions de kilomètres, une inclinaison de 23,46°, et une période orbitale de 344,88 jours,.
Une correction planifiée de mi-course de 7,1 secondes, de 15 m/s est exécutée à 26 heures, 32 minutes et 56,8 secondes, ce qui ajuste la trajectoire pour qu'elle coïncide avec la trajectoire d'atterrissage de juillet. La manœuvre est si précise que deux autres corrections prévues à mi-course sont annulées. La technique de contrôle thermique passif est utilisée pour maintenir les températures souhaitées du vaisseau spatial pendant tout le voyage,.
Après presque 76 heures de vol, à une altitude de 176,12 km au-dessus de la Lune, le moteur de propulsion de service est mis à feu pendant 356,1 secondes pour placer l'engin spatial sur une orbite lunaire de 314,81 km par 111,49 km. Le périple a duré 73 heures, 22 minutes et 29,5 secondes.

### Orbite lunaire

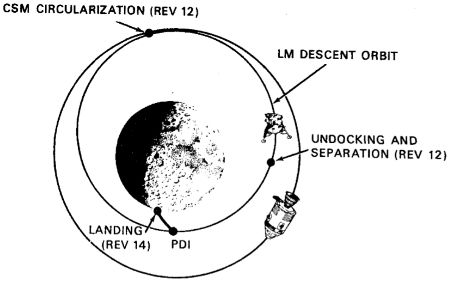
Orbite de descente d'un LM. La phase terminale (à partir du PDI) n'a pas été réalisée par Apollo 10.

Après deux révolutions, afin de mettre en place un suivi et une mise à jour au Centre spatial Kennedy, une manœuvre d'allumage du moteur de 13,9 secondes est effectuée pour circulariser l'orbite à 113 km par 110 km. Une émission de télévision couleur programmée est réalisée, l'équipe décrivant les caractéristiques lunaires en dessous d'elle.
Une fois le train spatial placé en orbite autour de la Lune, à presque 82 heures du début de la mission, Cernan, le pilote du module lunaire, y entre pour deux heures d'activités d'entretien et quelques tests de communication du LM, qui sont interrompus en raison de contraintes de temps. Les résultats sont excellents, et les autres tests sont effectués plus tard dans la mission. Treize heures plus tard, après 95 heures de vol, Stafford et Cernan entrent pour activer les systèmes du module lunaire et découvrent qu'il s'est déplacé de 3,5 degrés par rapport au module de commande. L'équipage craint que la séparation des deux engins spatiaux ne cisaille certaines des goupilles de verrouillage, ce qui pourrait empêcher le réamarrage, mais le contrôle de mission signale que, tant que le désalignement est inférieur à six degrés, il n'y a pas de problème. Des tests supplémentaires se poursuivent durant trois heures.
Le module lunaire est désarrimé du module du commande le 22 mai à 19:00:57 UTC. Les opérations sont retransmises à la télévision pendant 20 minutes. Pendant cette période, le train d'atterrissage du LM est déployé et tous les systèmes sont vérifiés. Le module lunaire Apollo est constitué d'un étage de descente qui doit amener l'équipage près du sol lunaire et d'un étage de remontée chargé de le ramener en orbite. Après avoir vérifié notamment le fonctionnement de son radar, de son moteur d'ascension, le module lunaire, baptisé « Snoopy », se met en trajectoire de descente : son orbite est modifiée pour que son périgée ne soit qu'à 15,6 km de la surface lunaire. À part la poussée de l'étage de descente pour changer l'orbite, cette phase se fait sans aucune autre intervention des moteurs ; c'est la stratégie pour descendre vers la Lune en consommant un minimum de carburant. Cette orbite permet également de pouvoir recommencer si un problème a lieu. La phase complète, freinée et contrôlée par les moteurs (Powered descent), n'est effectuée qu'avec Apollo 11.

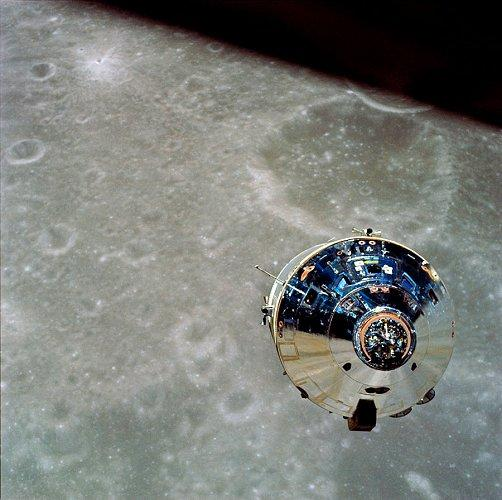
Le module de commande d'Apollo 10, en orbite au-dessus de la Lune.

La descente dure environ une heure, pendant laquelle de nombreuses photographies de la surface lunaire sont prises. Au périgée, des tests du radar de descente sont effectués ainsi que des tests de manœuvre avec l'étage de descente.
Dix-sept minutes après le périgée, une poussée est effectuée avec le moteur de descente pour placer le LM dans la trajectoire qu'il aurait en cas d'interruption d'urgence de la phase de descente, qui le place sur une orbite de 35 × 22 km, en trajectoire de rendez-vous avec le CSM. Deux heures plus tard, à mi-chemin de la remontée, le module commence à se comporter bizarrement, effectuant des mouvements de rotation et d'inclinaison aléatoires. Après quelques secondes d'inquiétude et un juron devenu célèbre lâché involontairement à la radio — le micro étant encore ouvert à ce moment-là —, l'étage de descente est largué et la stabilité est récupérée en pilotage manuel par Stafford. Les analyses ultérieures révèlent que ce comportement est dû à une erreur humaine : le système de guidage du LM est resté en position « AUTO » ce qui le mène à rechercher automatiquement le CSM, ce qui n'est pas prévu dans cette phase de l'orbite,.
Au périgée, une nouvelle poussée avec le moteur de remontée place le module d'ascension sur une orbite de 85 × 20 km, l'orbite qu'aurait le LM en cas d'ascension normale en provenance de la surface de la Lune. À partir de là, les phases s'enchaînent normalement et le module lunaire réalise le rendez-vous spatial avec le vaisseau Apollo le 23 mai à 03:11:02 UTC, après une séparation d'un peu plus de 8 heures.
L'étage de descente va s'écraser sur la Lune tandis que le reste du module lunaire est placé en orbite héliocentrique. C'est le seul exemplaire de module lunaire Apollo resté intact,.

### Retour

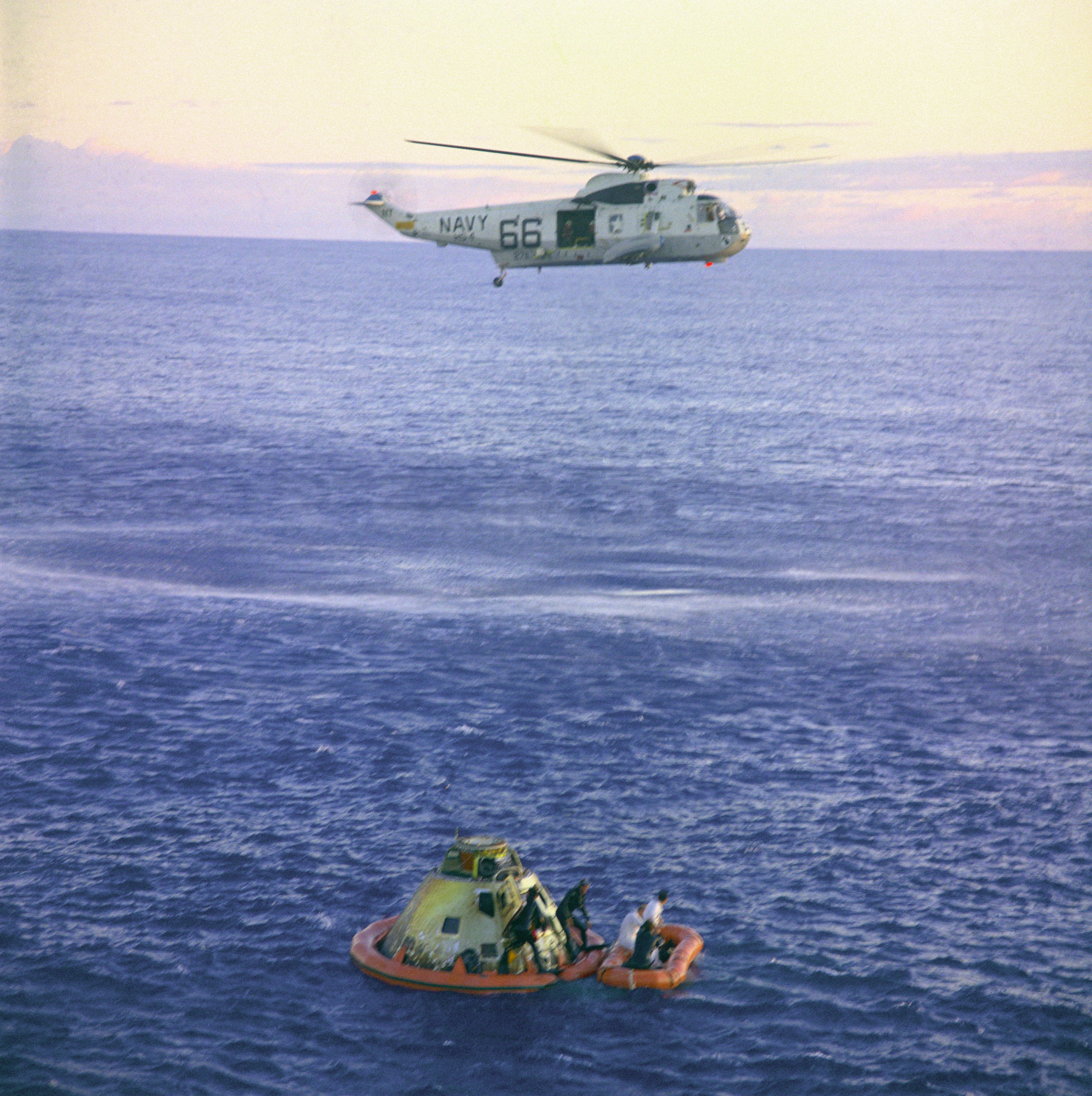
La récupération de l'équipage par hélicoptère.

Avant l'injection trans-terre, des vues de la surface lunaire et de l'intérieur du vaisseau spatial sont retransmises lors d'une émission de télévision de 24 minutes. La poussée de retour est réalisée après 137 heures et 40 minutes de mission à une vitesse de 2 739 m/s, après un allumage du moteur durant 164,8 secondes à une altitude d'environ 105 km. Le vaisseau spatial a effectué 31 orbites lunaires, d'une durée de 61 heures, 37 minutes et 23,6 secondes.
La seule correction de mi-parcours nécessaire est une manœuvre de 6,7 secondes, augmentant la vitesse de 0,67 m/s, trois heures avant la séparation des modules de commande et de service. Le module de commande est rentré dans l'atmosphère terrestre, après presque 192 heures de vol, à une vitesse de 11 068 m/s, après un voyage retour de 54 heures, 3 minutes et 40,9 secondes. Il est tombé dans l'océan Pacifique en un point estimé à 15° 07′ S, 164° 06′ O, le 26 mai à 16 h 52 min 23 s GMT. La durée totale de la mission est de 192 heures, 3 minutes et 23 secondes. Le point d'impact se trouve à environ 2,4 kilomètres du point cible et à 5,4 kilomètres du navire de récupération USS Princeton.
L'équipage est récupéré par hélicoptère et se retrouve à bord du navire de récupération 39 minutes après l’amerrissage. Le module de commande est récupéré 57 minutes plus tard. Son poids estimé à ce moment est d'un plus de 4 900 kilos, et la distance parcourue pour la mission est estimée à 1 335 755 kilomètres.

### Paramètres de la mission
- Vaisseau Apollo 10 (AS-505) :
  - module de commande/service « Charlie Brown » (C/SM-106, 28 834 kg) :
    - module de commande Apollo : CM-106,
    - module de service Apollo : SM-106 ;

  - module lunaire : LM-4 « Snoopy » (13 941 kg).
- Distance minimale d'approche de la surface lunaire atteinte le 22 mai 1969 à 21:29:43 UTC : 15,243 km
- Paramètres d'orbite terrestre :
  - périgée : 184,5 km ;
  - apogée : 190 km ;
  - inclinaison : 32,5° ;
  - période : 88,1 min.
- Paramètres d'orbite lunaire :
  - périsélène : 111,1 km ;
  - aposélène : 316,7 km ;
  - inclinaison : 1,2° ;
  - période : 2,15 h ;
  - nombre de révolutions autour de la Lune : 31.
- Amarrage/Largage du module lunaire :
  - largage le 22 mai 1969 à 19:00:57 UTC ;
  - amarrage le 23 mai 1969 à 03:11:02 UTC.

## Postérité

### Matériel volant
Le Smithsonian est responsable du module de commande « Charlie Brown » depuis 1970. Le vaisseau spatial a été exposé dans plusieurs pays jusqu'à ce qu'il soit prêté au Musée des sciences de Londres en 1978. Le module de service a été largué juste avant la rentrée, a brûlé dans l'atmosphère terrestre et est tombé dans l'océan Pacifique.
Après une injection trans-lunaire, le troisième étage S-IVB de Saturn V a accéléré au-delà de la vitesse d'échappement de la Terre et est devenu un objet abandonné en orbite héliocentrique.
L'étage ascendant du module lunaire « Snoopy » a été largué sur une orbite héliocentrique. Le 10 juin 2019, Nick Howes, membre de la Royal Astronomical Society, a annoncé que lui et ses collègues avaient localisé Snoopy, dont l'emplacement était jusqu'alors inconnu, en se basant sur des données de radar astronomique avec 98 % de certitude.
L'étage de descente de Snoopy a été largué en orbite lunaire ; sa localisation actuelle est inconnue. En outre, on ne sait pas si l'étage de descente a eu un impact sur la surface lunaire ou s'il est resté en orbite. Phil Stooke, un planétologue qui a étudié les sites d'écrasement lunaire des étages ascendants, a écrit que l'étage descendant s'est écrasé à un endroit inconnu, et une autre source a déclaré que l'étage descendant a finalement percuté la Lune à quelques degrés de son équateur. Cependant, Richard Orloff et un résumé de mission officiel de la NASA ont simplement déclaré que l'étage de descente est entré en orbite lunaire, en restant silencieux sur la question de savoir si l'étage a ensuite percuté la Lune,. Un blog d'astronomie amateur lancé au début de l'année 2020 a exploré la possibilité que l'étage de descente soit toujours en orbite lunaire, en utilisant une simulation sur ordinateur.

### Dans la culture populaire
Dans le court-métrage « Peanuts in space : Secrets of Apollo 10 » Ron Howard et Jeff Goldblum parlent de la mission Apollo 10 et de son module lunaire nommé « Snoopy » qui a frôlé la surface de la lune en préparation de l'atterrissage d'Apollo 11. La chaîne American History TV a diffusé le documentaire « Apollo 10, To Sort Out the Unknowns qui raconte l'histoire de la mission du 18 au 26 mai 1969. Le créateur de Peanuts, Charles Schulz, a également réalisé des dessins liés à la mission pour la NASA.
Dans la série For All Mankind, la mission est composée des astronautes Edward « Ed » Baldwin (Joel Kinnaman) et Gordon « Gordo » Stevens (Michael Dorman) à bord du LEM. Comme pour la véritable mission, ils ne font qu'une répétition générale de la descente, mais dans la série ce choix est vertement critiqué après que le cosmonaute Alexeï Leonov est devenu le premier homme à marcher sur la Lune en juin 1969. Comme Gene Cernan, Ed Baldwin est replacé sur une autre mission et pose le pied sur la Lune ; Gordo Stevens connaît le même destin, alors que Tom Stafford n'a jamais foulé le sol lunaire.

### Mystère de la musique de l'espace
En février 2016, Discovery Channel a diffusé une émission de télévision suggérant que la mission avait été témoin de signaux mystérieux ou extraterrestres alors qu'elle se trouvait de l'autre côté de la Lune. Les astronomes mentionnent le curieux sifflement qui a duré près d'une heure. On a émis l'hypothèse qu'il s'agissait d'une preuve de dissimulation d'OVNI. Selon le journaliste spatial James Oberg, le son était très probablement une interférence radio entre le module de commande et les véhicules d'atterrissage du module lunaire. La description de ce son comme « musique de type extra-terrestre» était très probablement due à l'amorçage, comme l'a suggéré Benjamin Radford.